# Fulica newtonii
La folaga delle Mascarene (Fulica newtonii Milne-Edwards, 1867) è una specie estinta della famiglia dei Rallidi che visse nelle isole Mascarene, a Mauritius e nella Réunion.
Dal momento che sulla prima isola è nota solamente per le ossa subfossili, la sua descrizione si basa sulle testimonianze dei visitatori della Réunion, dove i suoi resti sono stati scoperti solo recentemente. I resoconti dei primi esploratori che raggiunsero Mauritius, al contrario, parlano generalmente delle gallinelle d'acqua comuni, ma sembra che questi uccelli abbiano colonizzato l'isola solamente dopo l'estinzione della folaga endemica.
La folaga delle Mascarene era un uccello di grandi dimensioni e, sebbene fosse in grado di volare, non era una gran volatrice e così, se minacciata, preferiva fuggire dal pericolo immergendosi, come fanno solitamente le altre folaghe. Grazie alla sua considerevole resistenza, questo uccello potrebbe benissimo essere stato in grado di attraversare il tratto di oceano che separa le due isole, spiegando così il perché su due isole distinte si trovasse la stessa specie. Con i suoi 45 cm di lunghezza ricordava per dimensioni la folaga eurasiatica, ma se probabilmente la sua progenitrice fu la folaga dalle protuberanze rosse, non è chiaro se fosse priva delle protuberanze rosse (facilmente visibili) o se semplicemente queste non vennero registrate da Dubois, il quale nel 1674 descrisse la specie nei suoi dettagli.

## Estinzione
Dubois è l'ultimo autore a menzionare la presenza di questa folaga sulla Réunion. Nel 1667, François Martin si era già lamentato del fatto che i cacciatori avevano sterminato la popolazione dello stagno di Saint-Paul, nonostante le carni di questo uccello fossero considerate sgradevoli. La specie sopravvisse un po' più a lungo su Mauritius, dove Leguat (1708) scrisse che nel 1693 fu l'ultimo ad aver visto un esemplare vivo dei poules d'eau endemici, aggiungendo che fossero «già rari». Oltre alla caccia, gli insediamenti umani portarono alla distruzione delle paludi abitate da questa folaga, giocando un ruolo importante nell'estinzione della specie.